# Alex Norton
Alexander (Alex) Hugh Norton (Glasgow, 27 januari 1950) is een Schotse acteur die de rol speelde van Dennis Cooley in de film Patriot Games, gebaseerd op het boek van Tom Clancy. Het meest bekend is hij echter door zijn rollen als DCI Matt Burke in Taggart, Eddie in Renford Rejects en Born to be King in de eerste serie van de Black Adder.
Norton ging op zijn veertiende jaar acteren. Hij nam deel aan de televisieserie Dr. Finlay's Casebook. Norton trad op in een aantal films waaronder Gregory's girl met Bill Forsyth.
Tegenwoordig slokt de rol van DCI Burke in de serie Taggart veel tijd op. Meer dan de helft van het jaar besteedt hij in Glasgow aan het opnemen van scènes voor die serie.
In 2006 speelde Norton de rol van Captain Bellamy in de film Pirates of the Caribbean: Dead Man's Chest.

## Televisierollen
- "The Bill" (1 episode) (2001) - Terry Barlow
- "Extremely Dangerous" (4 episodes) (1999) - DCS Wallace
- "The Scarlet Pimpernel" (1 episode) (1999) - Carnot
- "Renford Rejects" (6 episodes) (1998) - Eddie McAvoy
- "Soldier Soldier" (1 episode) (1997) - Col Jim Walker
- "Turning World" (3 episodes) (1997) - Barry
- "The Crow Road" (4 episodes) (1996) - Lachlan Watt
- "Backup" (8 episodes) (1995) - PC Ian 'Jock' Macrae
- "Hamish Macbeth" (1 episode)
- West Coast Story (16 april 1995) - Duncan Soutar
- "The Chief" (1 episode) (1993) - Gordon Mackie
- "Lovejoy" (1 episode) (1993) - Murray McNally
- "Stay Lucky" (1 episode) (1989) - Angus
- "Rab C. Nesbitt" (2 episodes) (1988- 1999) - Dodie
- Heat (1999) - Alec
- "First Sight" (1 episode) (1987) - schrijver
- "Taggart" (48 episodes) (1986) - George Bryce en vanaf   2002 – 2009  als  DCI Matt Burke
- "Juliet Bravo" (1 episode)
- We Are the People (1985) - Ian Doward
- "BBC2 Playhouse" (1 episode) (1982) - Max Beerbohm
- "The Black Adder" (2 episodes) (1982) - McAngus
- "Bergerac" (1 episode) (1981) - Acupuncturist
- "Strangers" (1 episode) (1981) - Cooper
- "A Question of Guilt" (3 episodes) (1980) - William Cranstoun
- "ITV Playhouse" (1 episode) (1979) - Donald
- "The Sweeney" (1 episode) (1978) - Gibson
- "Crown Court" (2 episodes)
- Common Sense (1978) - Dr. Allan
- Big Deal (1984) - Joe McGoldrick
- "Sutherland's Law" (1 episode) (1973) - Lane
- "Scotch on the Rocks" (2 episodes) (1973) - Chappie Chapman
- "The View from Daniel Pike" (1 episode) (1973) - Adam
- "Play for Today" (4 episodes) (1971) - Jerry's vriend
- "The Borderers" (1 episode)
- Justice (1969) - Sawney Johnstone
- "This Man Craig" (1 episode) (1966) - Macrae
- "Dr. Finlay's Casebook" (5 episodes) (1965 - 1970) - Tommy

- Bibliothèque nationale de France: cb166513960 (data)
- Gemeinsame Normdatei: 1017350558
- International Standard Name Identifier: 0000 0000 5431 0478
- Library of Congress Control Number: no2009009655
- MusicBrainz: 3ed707f6-e6fb-4fba-89be-6a95b120e3ad
- Système universitaire de documentation: 183103157
- Virtual International Authority File: 49062541
- WorldCat: E39PBJdrKT8pxcGPpCTwwWVgrq